# Tegelse Hockey Club
De Tegelsche Hockey Club, afgekort THC, is een voormalig Nederlandse hockeyclub uit Tegelen.

## Geschiedenis
Op 25 februari 1933 werd de Tegelsche Hockey Club opgericht door enkele Tegelsen die op het St. Thomas College te Venlo kennis maakten met de hockeysport. Twee jaar later had de club de beschikking over een volwaardige vrouwenafdeling.
Voorafgaand aan de fusie was het een bloeiende club met ca. 700 leden.
THC is in 2006 verhuisd naar sportpark Vrijenbroek vanwege de aanleg van de A73-Zuid en ligt tussen Tegelen en Venlo in. De club beschikt over twee watervelden en een zandveld.
Op sportpark Vrijenbroek is tevens de atletiekbaan gelegen voor de atletiekvereniging Scopias.
Elk jaar met Pinksteren organiseert THC het hottentottentoernooi voor seniorenteams.
In 2020 is THC gefuseerd met VHC en HCB tot hockeyclub Delta Venlo.